# Journal of Proteome Research
Pour les articles homonymes, voir JPR.
Journal of Proteome Research (abrégé en J. Proteome Res. ou JPR) est une revue scientifique à comité de lecture mensuelle qui publie des articles dans les domaines concernant la recherche sur les protéines.
D'après le Journal Citation Reports, le facteur d'impact de ce journal était de 5,056 en 2012. L'actuelle directrice de publication est William S. Hancock  (Université Northwestern, États-Unis).